# Adelocosa anops
Adelocosa anops Gertsch, 1973 è un ragno appartenente alla famiglia Lycosidae.
È l'unica specie nota del genere Adelocosa.

## Caratteristiche
La lunghezza degli esemplari è intorno ai 20 mm. Di colore bruno-rossastro, ha perso completamente gli occhi essendo troglobio. Genera da 15 a 30 uova alla volta che la femmina porta con sé nel sacco ovigero fino alla nascita dei ragnetti.

## Distribuzione
L'unica specie oggi nota di questo genere è stata rinvenuta in alcune grotte di lava dell'isola di Kauai, quarta isola in ordine di grandezza dell'arcipelago hawaiano e la più antica dal punto di vista geologico.

## Tassonomia
Dal 2015 non sono stati esaminati altri esemplari, né sono state descritte sottospecie al 2016.